# Agelena gaerdesi
Agelena gaerdesi es una especie de araña del género Agelena, familia Agelenidae. Fue descrita científicamente por Roewer en 1955.

## Distribución
Esta especie se encuentra en Namibia.